# 薩凡納藝術設計學院
薩凡納藝術設計學院（英語：Savannah College of Arts and Design，縮寫：SCAD，又名：薩凡納藝術設計大學、薩凡納大學）是美國一家私立非营利美術及設計大學，成立於1978年。

## 校区
萨凡纳艺术设计学院拥有四个校区，分别位于美国佐治亚州萨凡纳（主校区）、美国佐治亚州亚特兰大、香港以及法国拉克斯特，其中拉克斯特校区为海外修学（study abroad）校区并不独立颁发学位。除此之外，萨凡纳艺术设计学院还拥有在线校区，一小部分学位可以在线完成。除香港校区外，在校生可以自由在上述包括在线校区在内的一个或多个校区学习课程，并在拥有颁发相应学位资格的任意校区毕业。

### 美国

#### 佐治亚州萨凡纳

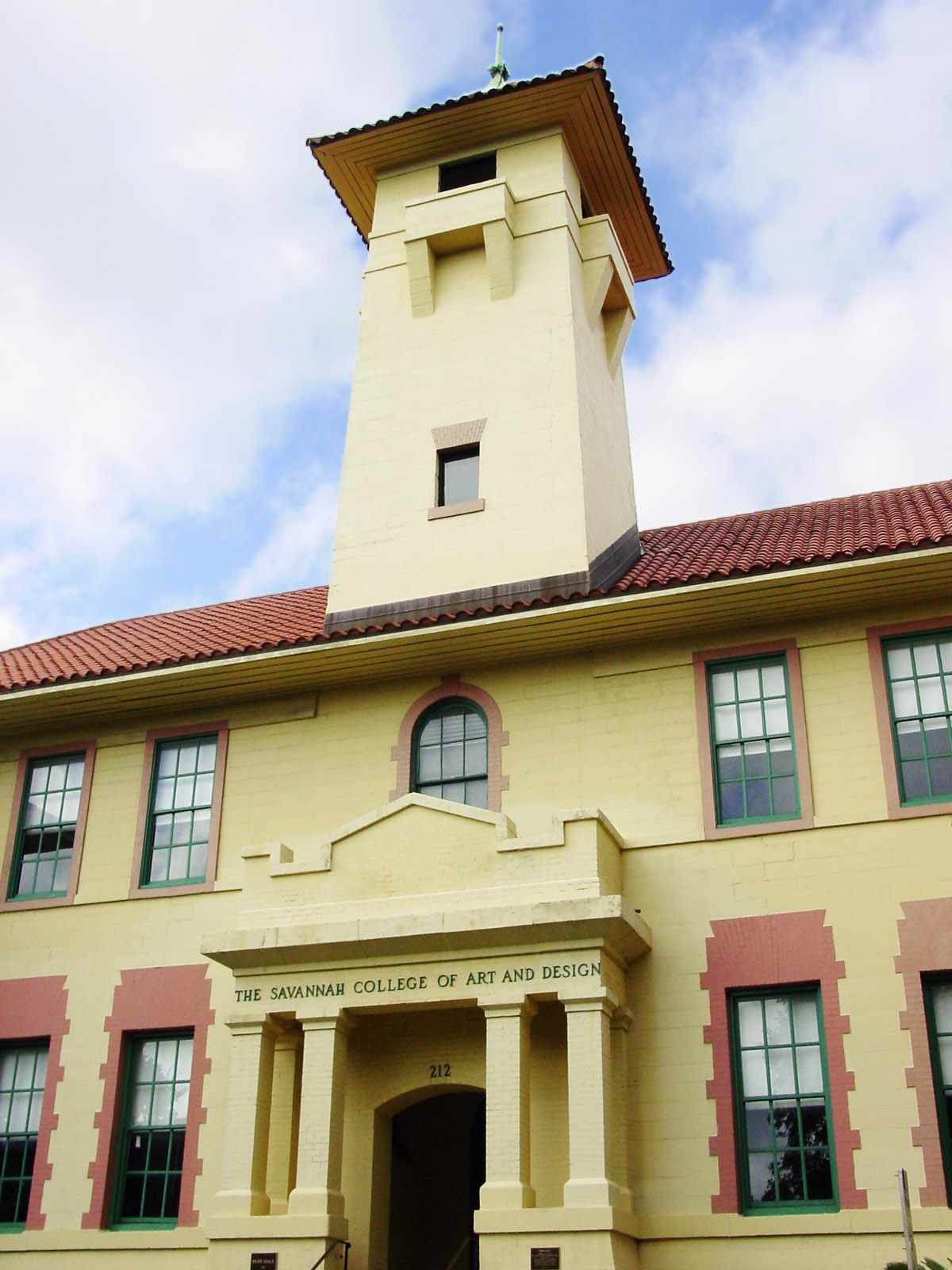
萨凡纳校区Pepe Hall

萨凡纳校区为学校的主校区，设置专业数量最多。学校校区由67座遍布萨凡纳市区的建筑构成，许多校区建筑在旧城区的21个广场，建筑风格为美国南方哥特式建筑。

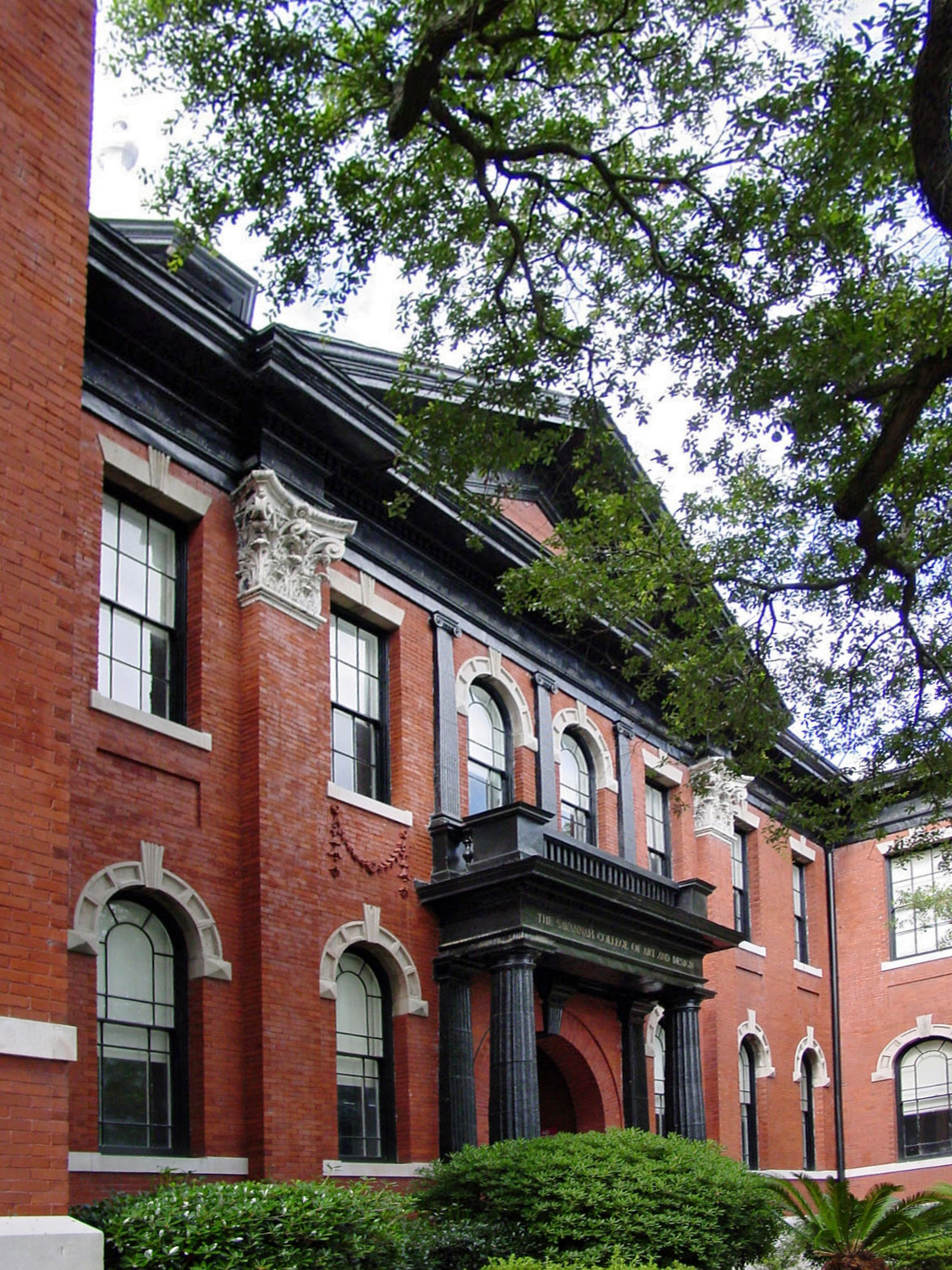
萨凡纳校区Anderson Hall
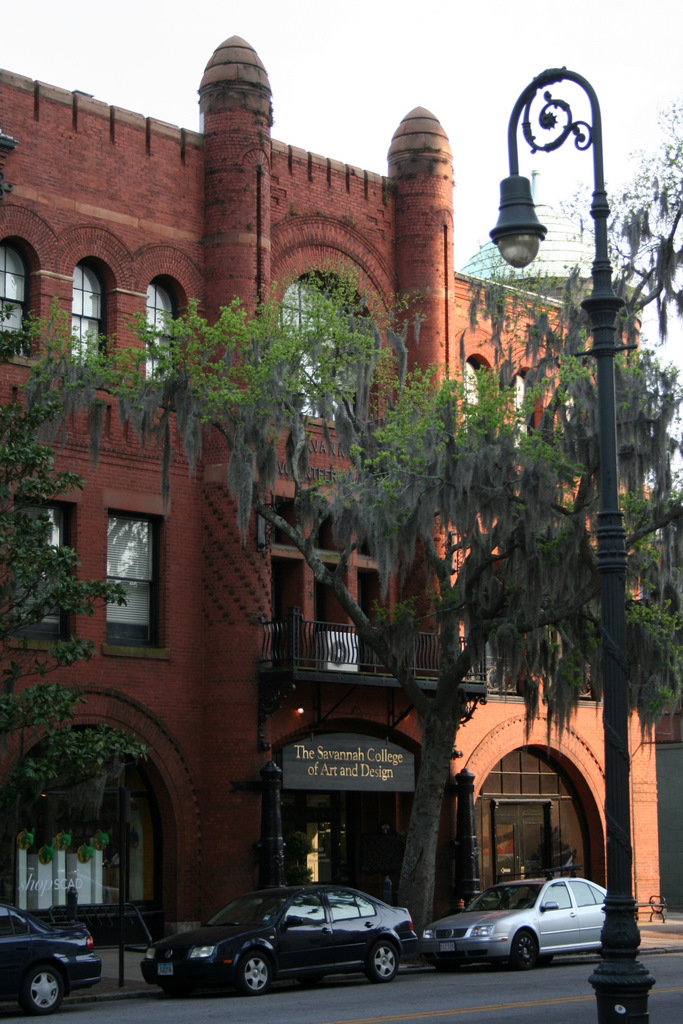
萨凡纳校区Poetter Hall
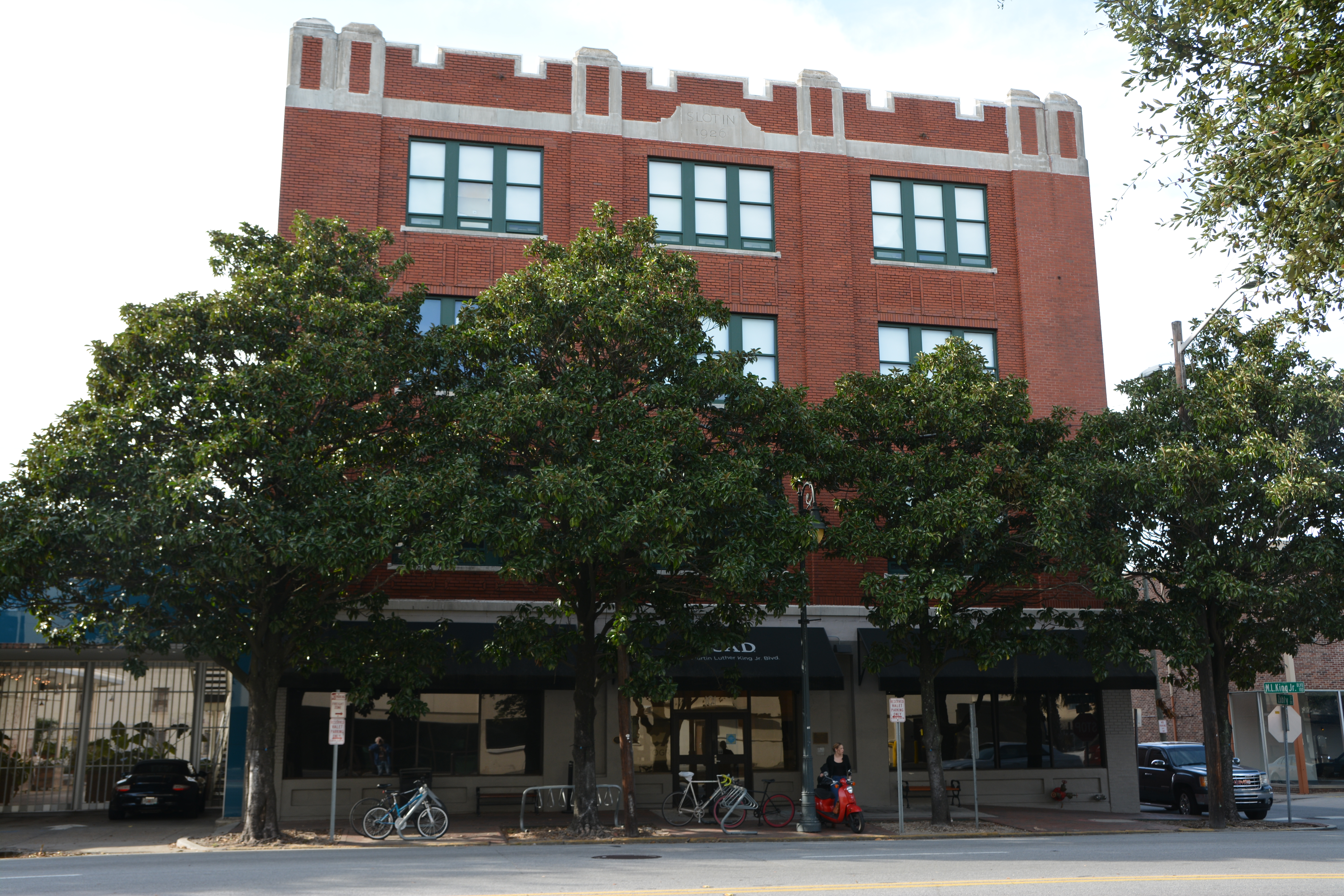
萨凡纳校区Slotin Building
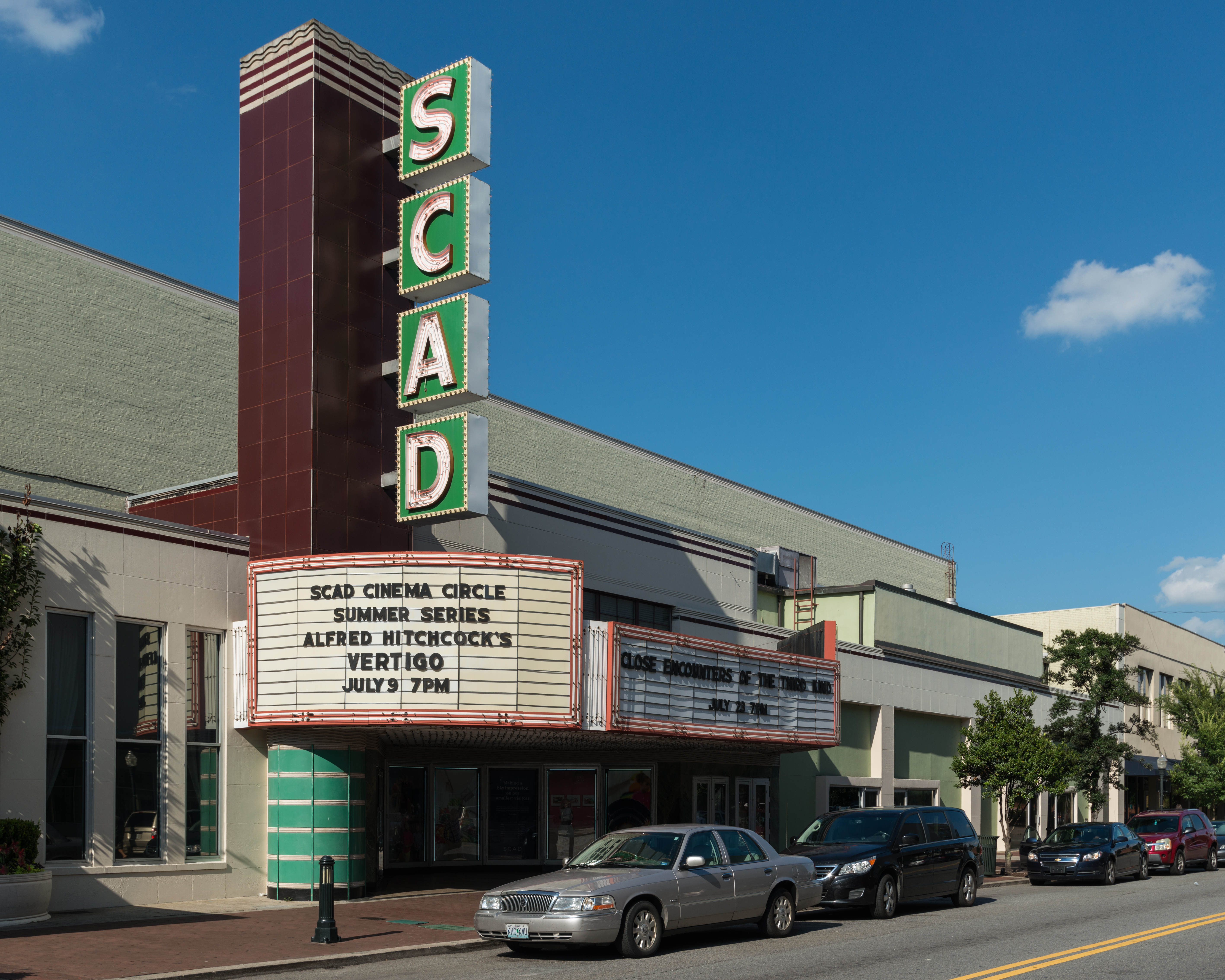
萨凡纳校区Trustees Theater

#### 佐治亚州亚特兰大

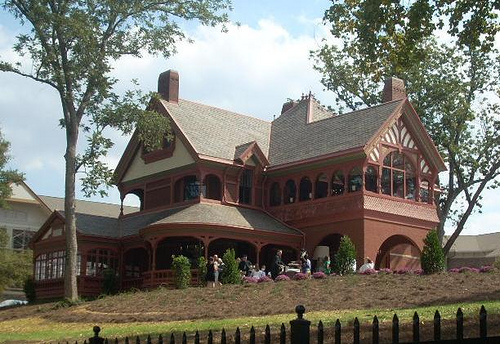
亚特兰大校区Ivy Hall

亚特兰大校区位于亚特兰大中城。 亚特兰大的Ivy Hall于2008年大幅修缮后重开。学校于2009年亚特兰大校区建设了数字媒体中心。

### 法國
法国拉克斯特校区位于法国南部的中世纪古城中，建筑为15-16世纪中世纪建筑，该校区用作海外修学课程，非独立授予学位的校区。

### 香港

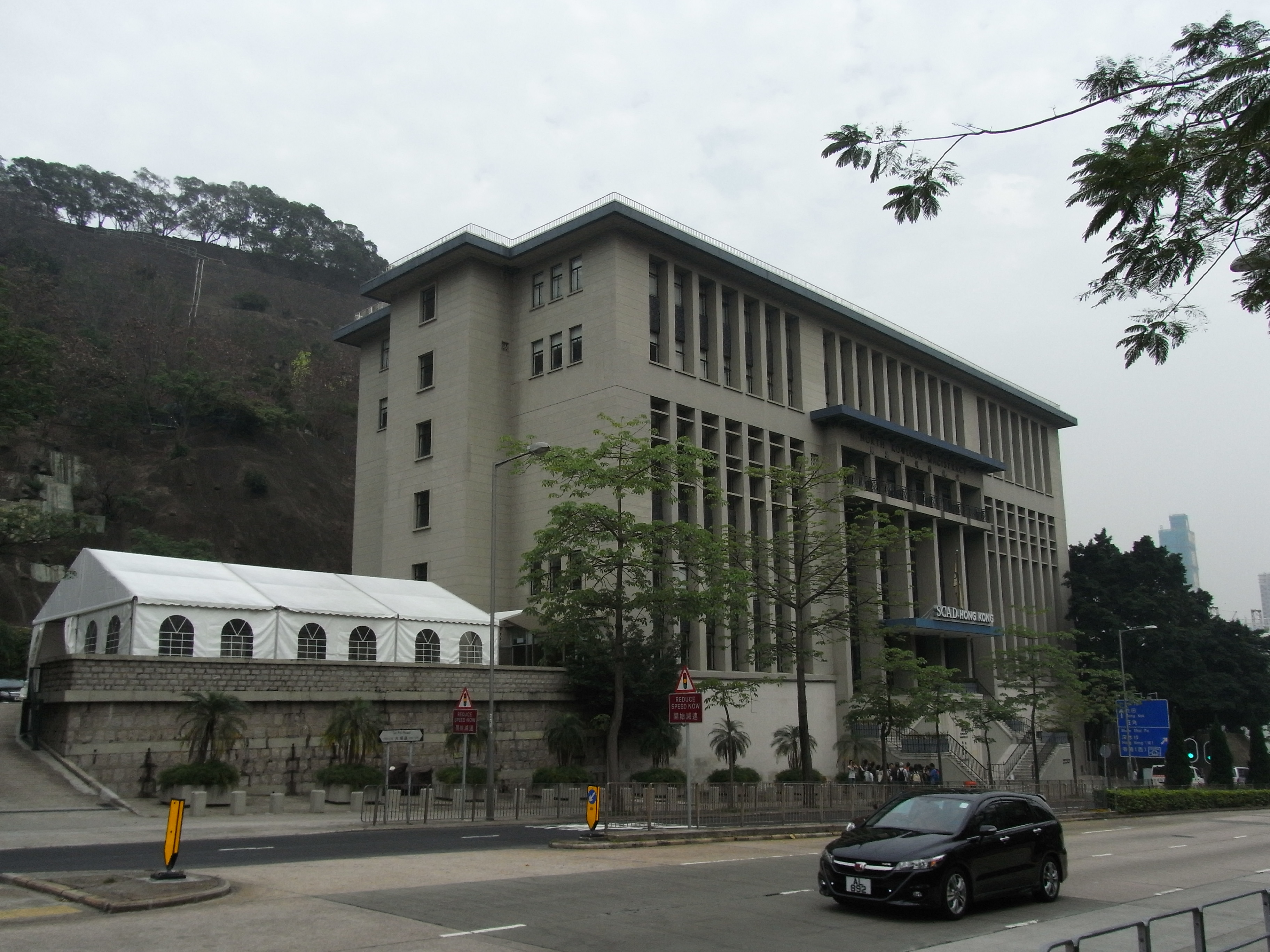
香港校区教学楼（改建于北九龍裁判法院）

2009年2月17日，薩凡納藝術設計學院以SCAD Foundation (Hong Kong) Limited名義投得歷史建築物北九龍裁判法院使用權，並以1.5億元活化，其後成立薩凡納藝術設計學院（香港），在2010年9月啟用。
2012年，SCAD Foundation (Hong Kong) Limited在公司註冊處加注中文名稱「薩凡納藝術設計（香港）大學有限公司」，學院亦對外改稱為薩凡納藝術設計大學（香港）。雖然香港限制本地院校只可在行政長官會同行政會議批准後方可使用「大學」命名，但薩凡納藝術設計學院是海外院校來港辦學，證書也由該海外院校頒發，所以不受香港對本地院校使用「大學」命名的限制。
薩凡納藝術設計大學（香港）提供有關廣告、動畫、圖形設計、插圖，遊戲及互動設計、移動媒體設計、攝影及視覺效果等學位課程，所有學位課程為教育局註冊認可課程，然而其營辦的海外學位並不會自動獲得香港學術及職業資歷評審局的資歷認可。
2020年3月13日，由於虧損高達3.2億港元，校方宣佈停止運作香港分校，將於2020年6月1日起停辦，學生可選擇前赴美國分校繼續就讀。校舍將交還發展局。

## 学术

### 学院
萨凡纳艺术设计学院内设以下八个学院：
- 传达艺术学院（School of Communication Arts）
- 建筑艺术学院（School of Building Arts）
- 设计学院（School of Design）
- 时装学院（School of Fashion）
- 娱乐艺术学院（School of Entertainment Arts）
- 数字媒体学院（School of Digital Media）
- 传统美术学院（School of Fine Arts）
- 文科学院（School of Liberal Arts）

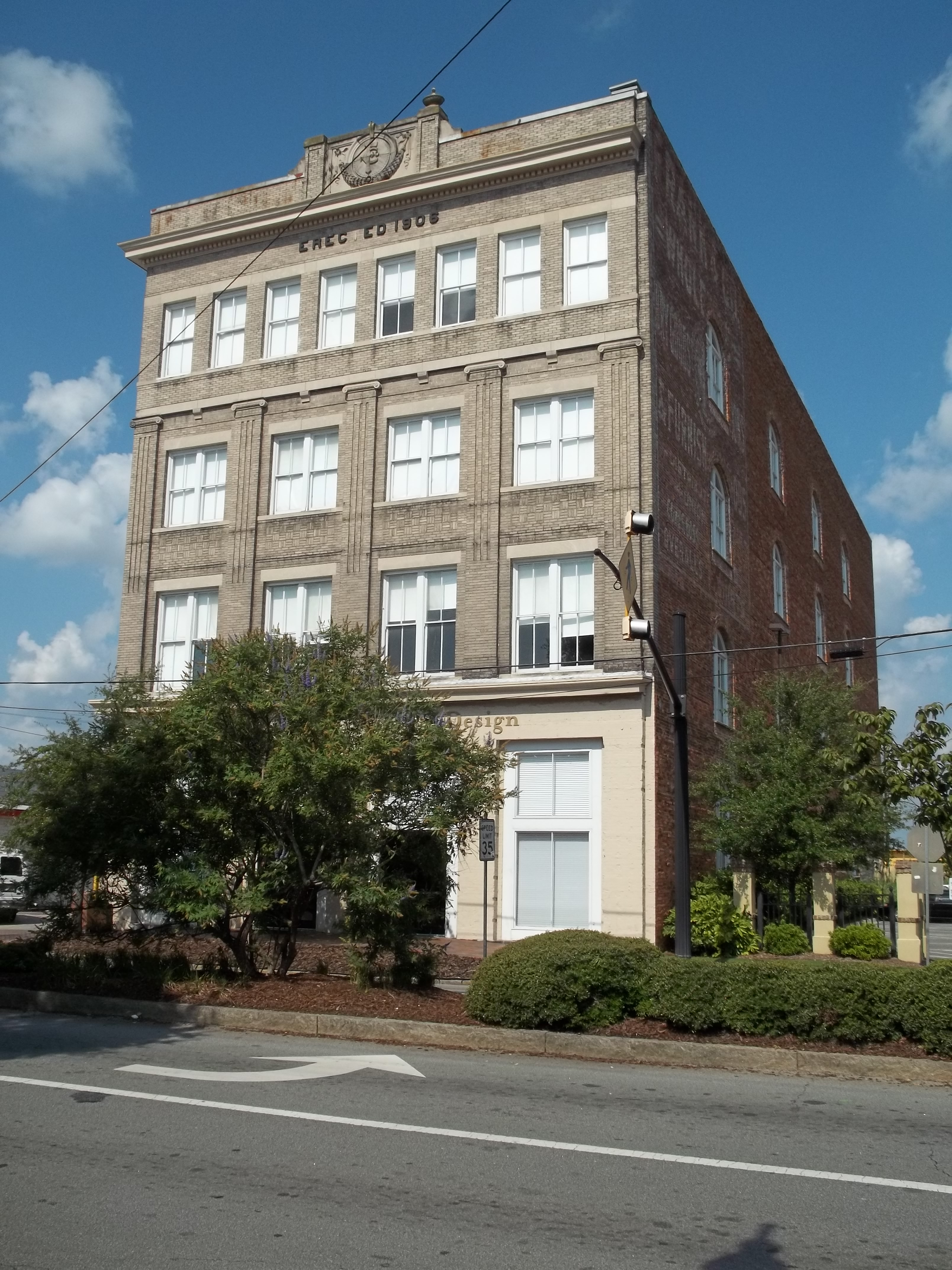
萨凡纳校区Crites Hall

### 学位
萨凡纳艺术设计学院颁发以下六类学位：
- 文学学士（Bachelor of Arts）
- 美学学士（Bachelor of Fine Arts）
- 建筑学硕士（Master of Architecture）
- 文学硕士（Master of Arts）
- 美学硕士（Master of Fine Arts）
- 城市设计硕士（Master of Urban Design）

### 专业
萨凡纳艺术设计学院现有主修专业超过40种，辅修专业超过75种。其中2018年秋季入学学生数量最多的专业为动画、电影电视、插画、图形设计和时装。

### 招生[12]
根据学校2018-2019学年公布的数据，萨凡纳艺术设计学院2018年本科生录取率为72%，研究生录取率为55%。本科生申请可选择提交SAT或ACT成绩及作品集，其中平均SAT数学成绩为556，阅读写作成绩为588。秋季学期首次申请入学本科生的平均GPA为3.5。研究生必须提交作品集，可选择提交GRE成绩，但部分非艺术文科专业和建筑专业建议提交GRE成绩。国际学生TOEFL分数要求在总分85分以上且各科目在20分以上。

### 就业[14]
根据学校2019年数据统计，萨凡纳艺术设计学院2018年春季毕业生本科和研究生整体就业率为99%，其中92%的毕业生在其相关专业领域工作。该数据来源基于2018年春季毕业生中的87%受访者，共计1,470名本科生和研究生毕业生。

## 学术地位

### 排名
萨凡纳艺术设计学院在红点设计奖美洲及欧洲大学排名中在2018和2019年连续获得美国第一名。萨凡纳艺术设计学院在2018年QS世界大学排名的艺术设计类专业排名在美国位于第16位，在全球并列于牛津大学位于第36位。

### 认可[17]
萨凡纳艺术设计学院受到以下教育认可机构认可：
- 南部学院学校协会（Southern Association of Colleges and Schools）
- 全国建筑认可协会（National Architectural Accrediting Board）
- 室内设计认可协会（Council for Interior Design Accreditation）
- 香港学术及职业资历评审局（Hong Kong Council for Accreditation of Academic and Vocational Qualifications）
- 香港教育局（Hong Kong Education Bureau）

## 校长和教授

### 校长及校董
- Paula Wallace - 校长[1]
- 陳麗華 - 校董（香港校区）

### 著名教授
| 姓名                  | 专业     | 知名事件                                                                                        | 引用   |
| --------------------- | -------- | ----------------------------------------------------------------------------------------------- | ------ |
| Tom Lyle              | 漫画     | 漫画专业教授；曾为超过40部蜘蛛侠漫画和其他漫画撰稿。                                            |        |
| Stephen Geller        | 英语     | 英语和戏剧写作专业教授；是第五號屠宰場 (電影)的作者和编剧者。                                   |        |
| Christopher McDonnell | 时装     | Christopher McDonnell品牌创始人；Marrian-McDonnell品牌联合创始人; Queen 杂志时尚编辑。          | [ 18 ] |
| Michael Nolin         | 电影电视 | 编剧专业教授；《霍兰先生的乐章》的编剧和制片人。                                                |        |
| Sharon Ott            | 表演艺术 | 表演艺术专业艺术指导；因担任Berkeley Repertory Theatre的艺术指导获Regional Theatre Tony Award。 |        |
| David E. Stone        | 声音设计 | 凭借电影《吸血殭屍：驚情四百年》获得第65届奥斯卡最佳音效剪辑奖。                                |        |

## 设施

### 图书馆
学校共有四座图书馆：萨凡纳的Jen Library，亚特兰大的ACA Library，香港校区的 Hong Kong Library，和法国校区的Lacoste Library。其中Jen Library藏书最多，共有约177,433册藏书，13,815份视听资料。除此之外，学校还有丰富的电子图书数据库。

### 画廊
学校共有16所画廊，其中著名的画廊包括萨凡纳的Gutstein Gallery， Pei Ling Chan Gallery，Pinnacle Gallery 和 La Galerie Bleue；亚特兰大的Gallery 1600，Trois Gallery和Gallery See；以及香港的Moot Gallery。

## 外部參考
- 美國薩凡納藝術與設計學院（页面存档备份，存于）
- 薩凡納藝術設計大學（香港）（页面存档备份，存于）
- Paula S. Wallace 寶拉華勒絲（页面存档备份，存于）